# 大谷村 (静岡県)
大谷村（おおやむら）は静岡県の中部、有渡郡・安倍郡に属していた村である。現在の静岡市駿河区大谷などにあたる。静岡大学が所在する。

## 歴史
- 1889年（明治22年）4月1日 - 町村制の施行により、近世以来の有渡郡大谷村（大谷三ヶ村とも呼ばれた）が単独で自治体として発足。久能村と町村組合を結成し、大字大谷に組合役場を設置。
- 1896年（明治29年）4月1日 - 郡制の施行により、所属郡が安倍郡に変更。
- 1934年（昭和9年）10月1日 - 静岡市に編入。同日大谷村廃止。
- 2005年（平成17年）4月1日 - 静岡市が政令指定都市に移行し、旧村域は駿河区となる。